# Trinidad en Tobago op de Olympische Spelen
Trinidad en Tobago is een van de landen die deelneemt aan de Olympische Spelen. Trinidad en Tobago debuteerde op de Zomerspelen van 1948. Zesenveertig jaar later, in 1994, kwam het voor het eerst uit op de Winterspelen.
In 1964 werd deelgenomen als onderdeel van de West-Indische Federatie met het olympisch team van deze federatie.
In 2024 nam Trinidad en Tobago voor de negentiende keer deel aan de Zomerspelen, in 2022 nam het voor de vierde keer aan de Winterspelen. Er werden in totaal negentien medailles gewonnen, alle op de Zomerspelen.

## Medailles en deelnames
De 19 medailles werden in drie olympische sporten behaald, atletiek (15), gewichtheffen (3) en zwemmen (1). De eerste medaille werd in 1948 gewonnen door gewichtheffer Rodney Wilkes, hij won zilver bij de vedergewichten, in 1952 voegde hij er een bronzen medaille aan toe. De eerste gouden medaille werd in 1976 gewonnen door de atleet Hasely Crawford op de 100 meter. Speerwerper Keshorn Walcott zorgde zesendertig jaar later -in 2012- voor de tweede gouden medaille, in 2016 voegde hij hier een bronzen medaille aan toe. De atleet Ato Boldon won vier medailles op de Spelen, in 1996 en 2000 op de 100 en 200 meter (1x zilver, 3x brons).

### Overzicht
De tabel geeft een overzicht van de jaren waarin werd deelgenomen, het aantal gewonnen medailles en de eventuele plaats in het medailleklassement.
| Zomerspelen | Zomerspelen | Zomerspelen | Zomerspelen | Zomerspelen | Zomerspelen |        | Winterspelen | Winterspelen | Winterspelen | Winterspelen | Winterspelen | Winterspelen |
| Jaar        | Goud        | Zilver      | Brons       | Totaal      | Rang        | Jaar   | Goud         | Zilver       | Brons        | Totaal       | Rang         |              |
| 1948        | 0           | 1           | 0           | 1           | 28          | 1948   | -            | -            | -            | -            | -            |              |
| 1952        | 0           | 0           | 2           | 2           | 37          | 1952   | -            | -            | -            | -            | -            |              |
| 1956        | 0           | 0           | 0           | 0           | -           | 1956   | -            | -            | -            | -            | -            |              |
| 1960        | -           | -           | -           | -           | -           | 1960   | -            | -            | -            | -            | -            |              |
| 1964        | 0           | 1           | 2           | 3           | 28          | 1964   | -            | -            | -            | -            | -            |              |
| 1968        | 0           | 0           | 0           | 0           | -           | 1968   | -            | -            | -            | -            | -            |              |
| 1972        | 0           | 0           | 0           | 0           | -           | 1972   | -            | -            | -            | -            | -            |              |
| 1976        | 1           | 0           | 0           | 1           | 26          | 1976   | -            | -            | -            | -            | -            |              |
| 1980        | 0           | 0           | 0           | 0           | -           | 1980   | -            | -            | -            | -            | -            |              |
| 1984        | 0           | 0           | 0           | 0           | -           | 1984   | -            | -            | -            | -            | -            |              |
| 1988        | 0           | 0           | 0           | 0           | -           | 1988   | -            | -            | -            | -            | -            |              |
| 1992        | 0           | 0           | 0           | 0           | -           | 1992   | -            | -            | -            | -            | -            |              |
| 1996        | 0           | 0           | 2           | 2           | 68          | 1994   | 0            | 0            | 0            | 0            | -            |              |
| 2000        | 0           | 1           | 1           | 2           | 61          | 1998   | 0            | 0            | 0            | 0            | -            |              |
| 2004        | 0           | 0           | 1           | 1           | 71          | 2002   | 0            | 0            | 0            | 0            | -            |              |
| 2008        | 0           | 2           | 0           | 2           | 60          | 2006   | -            | -            | -            | -            | -            |              |
| 2012        | 1           | 0           | 3           | 4           | 47          | 2010   | -            | -            | -            | -            | -            |              |
| 2016        | 0           | 0           | 1           | 1           | 78          | 2014   | -            | -            | -            | -            | -            |              |
| 2020        | 0           | 0           | 0           | 0           | -           | 2018   | -            | -            | -            | -            | -            |              |
| 2024        | 0           | 0           | 0           | 0           | -           | 2022   | 0            | 0            | 0            | 0            | -            |              |
| Totaal      | 2           | 5           | 12          | 19          |             | Totaal | 0            | 0            | 0            | 0            |              |              |
| Tot. Z+W    | 2           | 5           | 12          | 19          |             |        |              |              |              |              |              |              |

### Per editie
| Jaar | Sport         | Olympiër                                                      | Onderdeel               | Medaille |
| ---- | ------------- | ------------------------------------------------------------- | ----------------------- | -------- |
| 1948 | Gewichtheffen | Rodney Wilkes                                                 | vedergewicht (m)        | Zilver   |
| 1952 | Gewichtheffen | Rodney Wilkes                                                 | vedergewicht (m)        | Brons    |
| 1952 | Gewichtheffen | Lennox Kilgour                                                | middenzwaargewicht (m)  | Brons    |
| 1964 | Atletiek      | Edwin Roberts                                                 | 200 m (m)               | Brons    |
| 1964 | Atletiek      | Wendell Mottley                                               | 400 m (m)               | Zilver   |
| 1964 | Atletiek      | Kenneth Bernard Wendell Mottley Edwin Roberts Edwin Skinner   | 4 x 400 m estafette (m) | Brons    |
| 1976 | Atletiek      | Hasely Crawford                                               | 100 m (m)               | Goud     |
| 1996 | Atletiek      | Ato Boldon                                                    | 100 m (m)               | Brons    |
| 1996 | Atletiek      | Ato Boldon                                                    | 200 m (m)               | Brons    |
| 2000 | Atletiek      | Ato Boldon                                                    | 100 m (m)               | Zilver   |
| 2000 | Atletiek      | Ato Boldon                                                    | 200 m (m)               | Brons    |
| 2004 | Zwemmen       | George Bovell                                                 | 200 m wisselslag (m)    | Brons    |
| 2008 | Atletiek      | Richard Thompson                                              | 100 m (m)               | Zilver   |
| 2008 | Atletiek      | Keston Bledman Marc Burns Emmanuel Callender Richard Thompson | 4 x 100 m (m)           | Zilver   |
| 2012 | Atletiek      | Keshorn Walcott                                               | speerwerpen (m)         | Goud     |
| 2012 | Atletiek      | Lalonde Gordon                                                | 400 m (m)               | Brons    |
| 2012 | Atletiek      | Keston Bledman Marc Burns Emmanuel Callender Richard Thompson | 4 x 100 m (m)           | Brons    |
| 2012 | Atletiek      | Ade Alleyne-Forte Lalonde Gordon Deon Lendore Jarrin Solomon  | 4 x 400 m (m)           | Brons    |
| 2016 | Atletiek      | Keshorn Walcott                                               | speerwerpen (m)         | Brons    |

Afghanistan · Albanië · Algerije · Amerikaans-Samoa · Amerikaanse Maagdeneilanden · Andorra · Angola · Antigua en Barbuda · Argentinië · Armenië · Aruba · Australië · Azerbeidzjan · Bahama's · Bahrein · Bangladesh · Barbados · België · Belize · Benin · Bermuda · Bhutan · Bolivia · Bosnië en Herzegovina · Botswana · Brazilië · Britse Maagdeneilanden · Brunei · Bulgarije · Burkina Faso · Burundi · Cambodja · Canada · Centraal-Afrikaanse Republiek · Chili · China · Chinees Taipei · Colombia · Comoren · Congo-Brazzaville · Congo-Kinshasa · Cookeilanden · Costa Rica · Cuba · Cyprus · Denemarken · Djibouti · Dominica · Dominicaanse Republiek · Duitsland · Ecuador · Egypte · El Salvador · Equatoriaal-Guinea · Eritrea · Estland · Ethiopië · Fiji · Filipijnen · Finland · Frankrijk · Gabon · Gambia · Georgië · Ghana · Grenada · Griekenland · Groot-Brittannië · Guam · Guatemala · Guinee · Guinee-Bissau · Guyana · Haïti · Honduras · Hongarije · Hongkong · Ierland · IJsland · India · Indonesië · Irak · Iran · Israël · Italië · Ivoorkust · Jamaica · Japan · Jemen · Jordanië · Kaaimaneilanden · Kaapverdië · Kameroen · Kazachstan · Kenia · Kirgizië · Kiribati · Koeweit · Kosovo · Kroatië · Laos · Lesotho · Letland · Libanon · Liberia · Libië · Liechtenstein · Litouwen · Luxemburg · Madagaskar · Malawi · Malediven · Maleisië · Mali · Malta · Marokko · Marshalleilanden · Mauritanië · Mauritius · Mexico · Micronesië · Moldavië · Monaco · Mongolië · Montenegro · Mozambique · Myanmar · Namibië · Nauru · Nederland · Nepal · Nicaragua · Nieuw-Zeeland · Niger · Nigeria · Noord-Korea · Noord-Macedonië · Noorwegen · Oeganda · Oekraïne · Oezbekistan · Oman · Oost-Timor · Oostenrijk · Pakistan · Palau · Palestina · Panama · Papoea-Nieuw-Guinea · Paraguay · Peru · Polen · Portugal · Puerto Rico · Qatar · Roemenië · Rusland · Rwanda · Saint Kitts en Nevis · Saint Lucia · Saint Vincent en de Grenadines · Salomonseilanden · Samoa · San Marino · Saoedi-Arabië · Sao Tomé en Principe · Senegal · Servië · Seychellen · Sierra Leone · Singapore · Slovenië · Slowakije · Somalië · Spanje · Sri Lanka · Soedan · Suriname · Swaziland · Syrië · Tadzjikistan · Tanzania · Thailand · Togo · Tonga · Trinidad en Tobago · Tsjaad · Tsjechië · Tunesië · Turkije · Turkmenistan · Tuvalu · Uruguay · Vanuatu · Venezuela · Verenigde Arabische Emiraten · Verenigde Staten · Vietnam · Wit-Rusland · Zambia · Zimbabwe · Zuid-Afrika · Zuid-Korea · Zuid-Soedan · Zweden · Zwitserland
Historische landen: Bohemen · Bondsrepubliek Duitsland · Brits-Indië · Duitse Democratische Republiek · Joegoslavië · Malaya · Nederlandse Antillen · Noord-Borneo · Noord-Jemen · Saarland · Servië en Montenegro · Sovjet-Unie · Tsjecho-Slowakije · West-Indische Federatie · Zuid-Jemen
Bijzondere deelnames: Onafhankelijke olympische atleten · Vluchtelingenteam 
 Australazië · Duits Eenheidsteam · Gemengd team · Gezamenlijk Team